# Níger en los Juegos Olímpicos de la Juventud 2018
Níger participó en los Juegos Olímpicos de la Juventud 2018 en Buenos Aires, Argentina, del 6 al 18 de octubre de 2018. Su delegación estuvo conformada por tres atletas en tres disciplinas. Obtuvo una medalla de bronce en la modalidad de -55 kg masculino en taekwondo.

## Participantes
La siguiente es la lista con el número de participantes en los Juegos por deporte/disciplina.
| Deporte   | Masculino | Femenino | Total |
| --------- | --------- | -------- | ----- |
| Atletismo | 0         | 1        | 1     |
| Natación  | 0         | 1        | 1     |
| Taekwondo | 1         | 0        | 1     |
| Total     | 1         | 2        | 3     |

## Medallero
| Presea        | Medalla de oro | Medalla de plata | Medalla de bronce | Total |
| ------------- | -------------- | ---------------- | ----------------- | ----- |
| TOTAL OFICIAL | 0              | 0                | 1                 | 1     |

## Disciplinas

### Atletismo
Níger clasificó a una atleta en esta disciplina.
- Individual femenino - Abdoulaye Ramatou

### Natación
Níger clasificó a una atleta en esta disciplina.
- Eventos femeninos - Ahmadou Youssofou Salima

### Taekwondo
Níger clasificó a un atleta en esta disciplina.
- Eventos masculinos - Mahamadou Amadou